# Geula
Geula (in ebraico גאולה‎? Redenzione) è un quartiere di Gerusalemme. Situato nei pressi della Città Vecchia è abitato principalmente da ebrei haredi. Confina con Zikhron Moshe e Mekor Baruch ad ovest, Bukharim a nord, Mea Shearim a est e con la città vecchia a sud.

## Storia

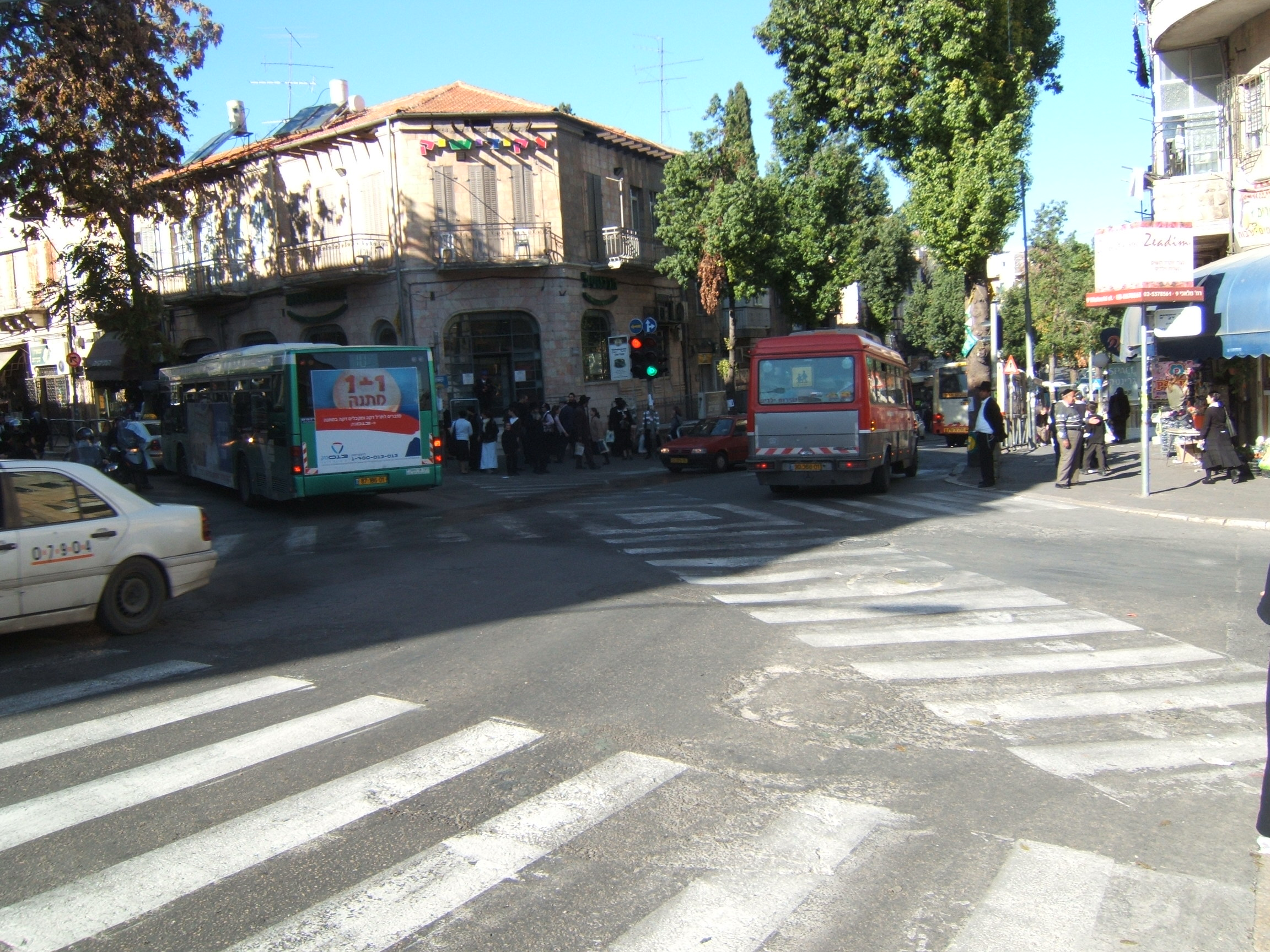
Kikar HaShabbat, L'incrocio principale di Geula

Geula fu fondato nel 1927-28. In origine era un quartiere misto di ebrei laici e religiosi. Il console britannico a Gerusalemme, James Finn, costruì la sua casa nel quartiere nel 1855, impiegando lavoratori locali. Fu il terzo edificio costruito fuori dalle mura della Città Vecchia.
Geula prese il nome dalla sua strada principale, Geula Street, oggi Malkhei Yisrael Street. Geula Street era, ed è tuttora, il centro commerciale per alcune comunità ortodosse locali; oggi queste comunità sono tutte inglobate nel quartiere di Geula. Lungo Malkhei Yisrael Street si possono trovare dozzine di piccoli negozi. Nel quartiere sono presenti numerose yeshivah e sinagoghe.

## Il quartiere
Kikar HaShabbat è l'incrocio principale. Nel quartiere si trova il più antico orfanotrofio attivo di Israele, il Blumenthal Orphanage, fondato nel 1899-1900. È presente una importante yeshivah, la Porat Yosef, con un beth midrash (l'aula per lo studio) di 10 000 posti. Il quartiere ospita anche Kretshme, il primo bar haredi di Gerusalemme.

## Nella cultura di massa
- La serie TV Shtisel narra le vicende di una famiglia ortodossa di Geula[5].